# Столична сеч
Столична сеч (на английски: Capital Carnage) е pay-per-view събитие, продуцирано от Световната федерация по кеч (WWF). Провежда се на 6 декември 1998 г. в Лондон, Англия.

## Обща информация
Събитието е издадено на DVD във Великобритания и Европа на 12 юли 2010 г., в комплект, включващ Без изход (Великобритания) като част от гамата на WWE's Tagged Classics, издадена от Silvervision, без редакции на оригиналното съдържание, най-вече запазването на всички споменавания и появата на логото на WWF непокътнати. Джим Рос претърпя втората си атака на паралича на Бел в ефир по време на това събитие. Той официално не коментира мачове отново за WWF, до основното събитие на Кечмания 15.

## Резултати
| №                                                                        | Резултати                                                                           | Правила                                                         | Време |
| ------------------------------------------------------------------------ | ----------------------------------------------------------------------------------- | --------------------------------------------------------------- | ----- |
| 1Т                                                                       | Дроз побеждава Мош                                                                  | Индивидуален мач                                                | 06:00 |
| 2                                                                        | Гангрел поб. Ал Сноу (с Главата)                                                    | Индивидуален мач                                                | 05:51 |
| 3                                                                        | Хедбенгърс (Мош и Трашър) поб. Легионът на смъртта (Животното и Дроз)               | Отборен мач                                                     | 03:21 |
| 4                                                                        | Вал Винъс поб. Златен прах                                                          | Индивидуален мач                                                | 05:33 |
| 5                                                                        | Тигър Али Сингх поб. Острието                                                       | Индивидуален мач                                                | 02:51 |
| 6                                                                        | Крисчън и Сейбъл поб. Жаклин и Марк Меро                                            | Смесен отборен мач                                              | 04:49 |
| 7                                                                        | Кен Шамрок (ш) (с Биг Бос Мен) поб. Стив Блекман чрез предаване                     | Индивидуален мач за Интерконтиненталната титла на WWF           | 06:51 |
| 8                                                                        | Трите Хикса (с Чайна) поб. Джеф Джарет (с Дебра)                                    | Индивидуален мач                                                | 06:55 |
| 9                                                                        | Разбойниците на Новото време (Били Гън и Роуд Дог) (ш) поб. Д'Ло Браун и Марк Хенри | Отборен мач за Световните отборни титли на WWF                  | 12:34 |
| 10                                                                       | Скалата (ш) поб. Екс Пак (с Чайна и Трите Хикса) чрез дисквалификация               | Индивидуален мач за Титлата на WWF                              | 12:34 |
| 11                                                                       | Ледения Стив Остин поб. Кейн, Менкайнд и Гробаря (с Пол Беърър)                     | Мач Фатална четворка с Джералд Бриско като специален гост съдия | 16:12 |
| - (ш) – указва шампиона/шампионите в мача - Т – показва, че мача е тъмен |                                                                                     |                                                                 |       |